# Тальман (профессия)
Тальман (англ. tallyman от англ. tally + англ. man) — должностное лицо, ответственное за учёт груза во время операций погрузки его на судно или при выгрузке с него. Как правило, услуги тальмана требуются тогда, когда приём и сдача груза осуществляется по количеству мест. В составе крупных зарубежных портов имеются специальные организации так называемых присяжных тальманов, результаты подсчёта которых принимаются в ходе разбора исковых дел и претензий. В СССР специалисты-тальманы являлись не только портовым персоналом, но и входили в состав бригад по обслуживанию флотов.